# Mariola Kuszyk-Bytniewska
Mariola Wiesława Kuszyk-Bytniewska – polska socjolożka, filozofka, dr hab. nauk humanistycznych, adiunkt Instytutu Filozofii Wydziału Filozofii i Socjologii Uniwersytetu Marii Curie-Skłodowskiej.

## Życiorys
W latach 1993–1999 odbyła studia socjologiczne i filozoficzne na Uniwersytecie Marii Curie-Skłodowskiej w Lublinie, 30 maja 2001 obroniła pracę doktorską Rzeczywistość konkretna a działanie. Wartości i znaczenia w filozofii kultury Floriana Znanieckiego, 11 maja 2016 habilitowała się na podstawie pracy zatytułowanej Działanie wobec rzeczywistości. Projekt onto-epistemologii społecznej. Pracowała w Katedrze Nauk Humanistycznych na Wydziale Pielęgniarstwa i Nauk o Zdrowiu Akademii Medycznej im. prof. Feliksa Skubiszewskiego w Lublinie.
Jest zatrudniona na stanowisku adiunkta w Instytucie Filozofii na Wydziale Filozofii i Socjologii Uniwersytetu Marii Curie-Skłodowskiej.